# Norman O. Brown
Norman Oliver Brown (1913,  El Oro, Mèxic – 2002, Santa Cruz) va ser un intel·lectual  estatunidenc, considerat un dels promotors de la Contracultura dels anys 60.

## Biografia
El seu pare era un enginyer de mines anglo-irlandès. La seva mare, una cubana d'origen  alsacià i  cubà. Va estudiar al Clifton College, el Balliol College d'Oxford (on va tenir com a tutor a Isaiah Berlin) i la Universitat de Wisconsin-Madison, on es va doctorar en Filologia Clàssica.
Durant la Segona Guerra Mundial, Brown va treballar a l'Oficina de Serveis Estratègics (OSS) com a especialista en cultura francesa. Després de la guerra, va obtenir un lloc com a professor de Clàssiques a la Universitat de Wesleyan. A finals dels 60, després d'una estada a la Universitat de Rochester, es va establir a la Universitat de Califòrnia, Santa Cruz, com a professor d'Humanitats.
En els seus primers treballs com hel·lenista (un comentari a la Teogonia d'Hesíode i el seu primer llibre, Hermes el lladre) s'observa un biaix  marxista. Després de les eleccions presidencials de 1948, es va desencantar de la política i va emprendre un estudi en profunditat de l'obra de Freud, que va culminar en el seu estudi clàssic de 1959 La vida contra la mort: el significat psicoanalític de la història. La seva obra El cos de l'amor, escrita en un estil heterodox i creatiu proper a la prosa poètica, és una síntesi d'idees freudianes i marxistes, amb un toc  nietzscheà.
Brown va ser un professor molt popular, conegut al campus com "Nobby". Durant la seva vida a Santa Cruz, els seus interessos es van fer més amplis, incloent a James Joyce (la seva obra Hora de tancar juxtaposa el Finnegans Wake de Joyce amb la Ciència nova de Giambattista Vico), la poesia modernista nord-americana (especialment l'obra de Robert Duncan i Louis Zukofsky) i l'islam. Molts dels seus últims treballs apareixen recollits en l'antologia Apocalipsi i/o metamorfosi.
Entre els amics acadèmics de Brown figuren els historiadors  Christopher Hill, Carl Schorske i Hayden White, així com els filòsofs Stuart Hampshire i Herbert Marcuse. Durant la seva vida en Wesleyan, va entaular una amistat amb el compositor John Cage que va resultar profitosa per a ambdós.

## Obra
- 1947.  Hermes the Thief: the Evolution of a Myth.
- 1953.  Hesiod: Theogony.
- 1959.  Life Against Death: The Psychoanalytic Meaning of History.
- 1966.  Love 's Body.
- 1973.  Closing Time.
- 1991.  Apocalypse and/or Metamorphosis.